# Cultural y Deportiva Leonesa
Cultural y Deportiva Leonesa – hiszpański klub piłkarski z siedzibą w mieście León, założony 5 sierpnia 1923. Obecnie występuje w Segunda División. Największym sukcesem w historii klubu był jednosezonowy występ w Primera División (sezon 1955/1956).

## Historia
5 sierpnia 1923 roku powstał Cultural y Deportiva Leonesa. W 1929 roku wygrał rozgrywki Segunda División B i awansował o klasę rozgrywkową wyżej. W 1931 roku Cultural przestaje istnieć na skutek wojny domowej. W 1939 roku klub wraca do rozgrywek. W 1955 roku Cultural y Deportiva Leonesa znalazł się w Primera División. To jest największy sukces w historii tego klubu. W 2011 roku z powodu braku pieniędzy Cultural spada do Tercera División, po czym odradza się i w przeciągu dwóch lat powraca na trzeci poziom rozgrywek w Hiszpanii. Qatari Aspire Academy kupuje 99 procent akcji, aby uniknąć bankructwa Cultural y Deportiva Leonesa. w 2017 roku po barażach z Barceloną B awansuje do Segunda División po 42 latach.

## Sezony
- 1 sezon w Primera División
- 15 sezon w Segunda División
- 34 sezon w Segunda División B
- 29 sezon w Tercera División

## Skład
| Nr | Poz. | Piłkarz                                            |
| -- | ---- | -------------------------------------------------- |
| 1  | BR   | Jorge Palatsí                                      |
| 2  | OB   | Ángel Bastos                                       |
| 3  | PO   | Viti Díaz                                          |
| 4  | OB   | Gianni Zuiverloon                                  |
| 5  | OB   | Unai Albizua                                       |
| 6  | PO   | Yeray González                                     |
| 7  | PO   | Sergio Marcos                                      |
| 8  | PO   | Mario Ruiz                                         |
| 9  | PO   | Iker Guarrotxena                                   |
| 10 | PO   | Samuel Delgado                                     |
| 11 | PO   | Iván Salvador Edú (wypożyczony z Realu Valladolid) |
| 12 | NA   | Rodri                                              |
| 13 | BR   | Jesús Fernández                                    |

| Nr | Poz. | Piłkarz                                      |
| -- | ---- | -------------------------------------------- |
| 14 | PO   | David Zubiria (wypożyczony z Osasuny)        |
| 15 | OB   | Ángel García                                 |
| 16 | OB   | Isaac Carcelén                               |
| 17 | NA   | Emiliano Buendía (wypożyczony z Getafe CF)   |
| 19 | PO   | Yōsuke Ideguchi (wypożyczony z Leeds United) |
| 20 | PO   | Josep Señé                                   |
| 21 | PO   | Antonio Martínez                             |
| 22 | PO   | Santiago Magallán                            |
| 23 | OB   | Ahmed Yasser (wypożyczony z Lekhwiya)        |
| 24 | OB   | Iván Garrido                                 |
| 25 | NA   | Thierry Moutinho (wypożyczony z Cluj)        |
|    | PO   | Ahmed Doozandeh                              |

### Piłkarze na wypożyczeniu
| Nr | Poz. | Piłkarz                                             |
| -- | ---- | --------------------------------------------------- |
|    | BR   | Guille Vallejo (w Elche CF do 30 czerwca 2018)      |
|    | PO   | Iván Agudo (w Recreativo Huelva do 30 czerwca 2018) |

| Nr | Poz. | Piłkarz                                     |
| -- | ---- | ------------------------------------------- |
|    | OB   | José Alonso (w Marbelli do 30 czerwca 2018) |

## Zawodnicy powyżej 100 występów
- César Rodríguez
- Chema
- Sergio Fernández
- Santiago Santos